# Бублик Михайло Вікторович
Михайло Вікторович Бублик (13 серпня 1982; Маріуполь) — російський естрадний співак родом з України. Лауреат премій «Шансон року» і «Золотий грамофон».

## Біографія
Михайло Бублик народився 13 серпня 1982 року в селі біля Маріуполя, але пізніше з батьками переїхав в місто.
Навчався в музичній школі по класу акордеон, ще в юності почав писати пісні. Після закінчення школи поступив у Приазовський державний технічний університет, де навчався на зварювальника. Закінчив університет з червоним дипломом. Після навчання переїхав у Харків та почав навчатися в Харківській академії мистецтв. Під час навчання записував пісні та виступав з концертами в Харкові, Донецьку та Києві. Восени 2010 року переїхав до Санкт-Петербургу, потім у Москву.

## Дискографія
- 2012 — «Art-обстріл»
- 2014 — «Музика про неї»
- 2015 — «40000 верст»
- 2016 — «Маяк»

## Участь на фестивалі «Эх, разгуляй!» в Росії
| Рік  | Пісня          |
| ---- | -------------- |
| 2011 | Скажи ні       |
| 2012 | Буде світло    |
| 2013 | Потанцюєм      |
| 2014 | Музика про неї |
| 2016 | Помогає жити   |
| 2017 | Музика про неї |